# Diskografie Petera Gabriela
Toto je diskografie dokumentující alba a singly rockového umělce Petera Gabriela jako sólového umělce. Neobsahuje jeho nahrávky z dob spolupráce s Genesis. Gabrielova první čtyři alba byla pojmenována jednoduše − Peter Gabriel a jak je poznamenáno níže, byly jim fanoušky a médii přiřazeny alternativní názvy.
Seznam alb Genesis najdete na Diskografie Genesis.

## Alba

### Studiová alba
| Rok  | Album | Pozice | Pozice | Pozice | Pozice | Pozice | Pozice | Pozice | Pozice | Pozice | Pozice | Prodejnost                                                                    |
| Rok  | Album | UK     | CAN    | FRA    | GER    | ITA    | NLD    | NOR    | NZ     | SWE    | US     | Prodejnost                                                                    |
| ---- | --- | ------ | ------ | ------ | ------ | ------ | ------ | ------ | ------ | ------ | ------ | ----------------------------------------------------------------------------- |
| 1977 | Peter Gabriel (Car) - Vydáno: 25. února 1977 - Vydavatelství: Charisma, Atco - Formát: LP, audiokazeta, CD | 7      | 30     | 5      | 9      | 9      | 9      | 8      | —      | 13     | 38     | - FRA: Zlato - GER: Zlato - UK: Zlato                                         |
| 1978 | Peter Gabriel (Scratch) - Vydáno: 3. června 1978 - Vydavatelství: Charisma, Atlantic - Formát:             | 10     | 46     | 2      | 49     | —      | 48     | —      | 24     | 24     | 45     |                                                                               |
| 1980 | Peter Gabriel (Melt) - Vydáno: 30. května 1980 - Vydavatelství: Charisma, Mercury - Formát:                | 1      | 7      | 1      | —      | —      | —      | 5      | 38     | 8      | 22     | - CAN: 2× Platina - FRA: Zlato - UK: Zlato - US: Zlato                        |
| 1982 | Peter Gabriel (Security) - Vydáno: 8. září 1982 - Vydavatelství: Charisma, Geffen - Formát:                | 6      | 2      | 5      | —      | —      | 14     | 14     | 18     | 10     | 28     | - CAN: Platina - UK: Zlato - US: Zlato                                        |
| 1986 | So - Vydáno: 19. května 1986 - Vydavatelství: Charisma, Geffen - Formát:                                   | 1      | 1      | 12     | 2      | 1      | 1      | 1      | 1      | 2      | 2      | - FRA: Zlato - GER: Platina - NLD: Platinum - UK: 3× Platina - US: 5× Platina |
| 1992 | Us - Vydáno: 29 September 1992 - Vydavatelství: Geffen - Formát:                                           | 2      | 4      | 2      | 1      | 3      | 8      | 7      | 6      | 2      | 2      | - CAN: 2× Platina - FRA: 2× Zlato - GER: Platina - UK: Platina - US: Platina  |
| 2002 | Up - Vydáno: 24. září 2002 - Vydavatelství: - Formát:                                                      | 11     | —      | 4      | 4      | 1      | 18     | 11     | 35     | 6      | 9      | - CAN: Zlato - GER: Zlato - SWI: Zlato - UK: Stříbro                          |
| 2010 | Scratch My Back - Vydáno: 12. února 2010 - Vydavatelství: Real World Records - Formát: CD                  | 12     | 2      | 4      | 2      | 3      | 10     | 11     | 15     | 5      | 26     | - POL: Zlato                                                                  |
| 2011 | New Blood - Vydáno: 10. října 2011 - Vydavatelství: Real World Records - Formát: CD                        | 22     | —      | 6      | 12     | 6      | 12     | 13     | —      | 19     | 30     |                                                                               |

### Soundtracky
| Rok  | Album | Pozice | Pozice | Pozice | Pozice | Pozice | Pozice | Prodejnost  |
| Rok  | Album | UK     | GER    | ITA    | NLD    | SWE    | US     | Prodejnost  |
| ---- | --- | ------ | ------ | ------ | ------ | ------ | ------ | ----------- |
| 1985 | Birdy - Vydáno: 1985 - Vydavatelství: Universal Distribution - Formát:                                                   | 51     | —      | —      | —      | 30     | 162    |             |
| 1989 | Passion - Vydáno: - Vydavatelství: Geffen - Formát:                                                                      | 29     | 30     | —      | 59     | 34     | 60     | - US: Zlato |
| 2000 | OVO - Vydáno: 2000 - Vydavatelství: - Formát:                                                                            | 24     | 14     | 4      | 66     | 54     | —      |             |
| 2002 | Long Walk Home: Music from the Rabbit-Proof Fence - Vydáno: 16. dubna 2002 - Vydavatelství: Real World Records - Formát: | —      | —      | —      | —      | —      | —      |             |

### Koncertní alba
| Rok  | Album                                                                                        | Pozice | Pozice | Pozice | Pozice | Pozice | Pozice | Pozice | Prodejnost                                                       |
| Rok  | Album                                                                                        | UK     | FRA    | GER    | NLD    | NZ     | SWE    | US     | Prodejnost                                                       |
| ---- | -------------------------------------------------------------------------------------------- | ------ | ------ | ------ | ------ | ------ | ------ | ------ | ---------------------------------------------------------------- |
| 1983 | Plays Live - Vydáno: 9. června 1983 - Vydavatelství: Geffen                                  | 8      | —      | 40     | 21     | 25     | 31     | 44     |                                                                  |
| 1994 | Secret World Live - Vydáno: 13. září 1994 - Vydavatelství: Geffen                            | 10     | 4      | 8      | 16     | —      | 24     | 23     | - CAN: Zlato - FRA: Zlato - GER: Zlato - UK: Stříbro - US: Zlato |
| 2007 | The Warm Up Tour - Summer 07 - Vydáno: 2007 - Vydavatelství: Real World Records - Formát: CD | —      | —      | —      | —      | —      | —      | —      |                                                                  |
| 2012 | Live Blood - Vydáno: 2012 - Vydavatelství: Eagle Rock Entertainment - Formát: CD             | 195    | —      | —      | —      | —      | —      | —      |                                                                  |

### Kompilační alba
| Rok  | Album                                                                                                 | Pozice | Pozice | Pozice | Pozice | Pozice | Pozice | Pozice | Pozice | Prodejnost                                                                                             |
| Rok  | Album                                                                                                 | UK     | GER    | ITA    | NLD    | NZ     | SWE    | SWI    | US     | Prodejnost                                                                                             |
| ---- | --- | ------ | ------ | ------ | ------ | ------ | ------ | ------ | ------ | --- |
| 1990 | Shaking the Tree: Sixteen Golden Greats - Vydáno: 20. listopadu 1990 - Vydavatelství: Geffen / Virgin | 11     | 12     | —      | 14     | 18     | 10     | 27     | 48     | - CAN: Platina - FRA: Zlato - GER: Platina - NLD: Zlato - SWI: Zlato - UK: 2× Platina - US: 2× Platina |
| 1992 | Revisited - Vydáno: 10. listopadu 1992 - Vydavatelství: [Atlantic                                     | —      | —      | —      | —      | —      | —      | —      | —      | |
| 2003 | Hit - Vydáno: 4. listopadu 2003 - Vydavatelství: Geffen / Virgin                                      | 29     | 25     | 17     | —      | 34     | —      | 16     | 100    | - UK: Zlato                                                                                            |
| 2008 | Peter Gabriel - Vydáno: 2008 - Vydavatelství: The Mail on Sunday - Formát: CD                         | —      | —      | —      | —      | —      | —      | —      | —      | |

### Ostatní alba
| Rok  | Album | Pozice | Pozice | Pozice |
| Rok  | Album | FRA    | GER    | US     |
| ---- | --- | ------ | ------ | ------ |
| 1980 | Ein deutsches Album (německá verze alba Melt) - Vydáno: červenec 1980 - Vydavatelství: Charisma - Formát: LP, CD | —      | 65     | —      |
| 1982 | Deutsches Album (německá verze alba Security) - Vydáno: září 1982 - Vydavatelství: Charisma - Formát: LP, CD     | —      | —      | —      |
| 2008 | Big Blue Ball - Vydáno: 24. června 2008 - Vydavatelství: Real World / Rykodisc                                   | 12     | —      | 130    |

## Singly
| Rok                               | Píseň                                                              | Pozice | Pozice | Pozice  | Pozice | Pozice | Pozice | Pozice | Pozice | Pozice | Pozice | Pozice | Pozice | Pozice | Pozice | Pozice | Album                     |
| Rok                               | Píseň                                                              | UK     | US     | US Main | US Mod | AUS    | AUT    | CAN    | FRA    | IRE    | ITA    | NLD    | NOR    | NZ     | SWE    | SWI    | Album                     |
| --------------------------------- | ------------------------------------------------------------------ | ------ | ------ | ------- | ------ | ------ | ------ | ------ | ------ | ------ | ------ | ------ | ------ | ------ | ------ | ------ | ------------------------- |
| 1977                              | "Solsbury Hill"                                                    | 13     | 68     | —       | —      | —      | —      | —      | —      | —      | —      | 13     | —      | —      | —      | —      | Peter Gabriel (Car)       |
| 1977                              | "Modern Love"                                                      | —      | —      | —       | —      | —      | —      | —      | —      | —      | —      | —      | —      | —      | —      | —      | Peter Gabriel (Car)       |
| 1978                              | "D.I.Y."                                                           | —      | —      | —       | —      | —      | —      | —      | —      | —      | —      | —      | —      | —      | —      | —      | Peter Gabriel (Scratch)   |
| 1980                              | "Games Without Frontiers"                                          | 4      | 48     | —       | —      | —      | —      | —      | —      | 3      | —      | —      | —      | —      | 17     | —      | Peter Gabriel (Melt)      |
| 1980                              | "No Self-Control"                                                  | 33     | —      | —       | —      | —      | —      | —      | —      | —      | —      | —      | —      | —      | —      | —      | Peter Gabriel (Melt)      |
| 1980                              | "Biko"                                                             | 38     | —      | —       | —      | —      | —      | —      | —      | —      | —      | —      | —      | —      | —      | —      | Peter Gabriel (Melt)      |
| 1980                              | "I Don't Remember"                                                 | —      | —      | —       | —      | —      | —      | —      | —      | —      | —      | —      | —      | —      | —      | —      | Peter Gabriel (Melt)      |
| 1982                              | "Shock the Monkey"                                                 | 58     | 29     | 1       | —      | —      | —      | —      | —      | —      | —      | —      | —      | —      | —      | —      | Peter Gabriel (Security)  |
| 1982                              | "I Have the Touch"                                                 | —      | —      | 46      | —      | —      | —      | —      | —      | —      | —      | —      | —      | —      | —      | —      | Peter Gabriel (Security)  |
| 1983                              | "I Don't Remember" (koncertní nahrávka)                            | 62     | —      | —       | —      | —      | —      | —      | —      | —      | —      | —      | —      | —      | —      | —      | Plays Live                |
| 1983                              | "I Go Swimming" (koncertní nahrávka)                               | —      | —      | 38      | —      | —      | —      | —      | —      | —      | —      | —      | —      | —      | —      | —      | Plays Live                |
| 1983                              | "Solsbury Hill" (koncertní nahrávka)                               | —      | 84     | —       | —      | —      | —      | —      | —      | —      | —      | —      | —      | —      | —      | —      | Plays Live                |
| 1984                              | "Walk Through the Fire"                                            | 69     | —      | —       | —      | —      | —      | —      | —      | —      | —      | —      | —      | —      | —      | —      | Against All Odds OST      |
| 1986                              | "Sledgehammer"                                                     | 4      | 1      | 1       | —      | —      | 2      | —      | —      | 3      | —      | 6      | 3      | 3      | 9      | 4      | So                        |
| 1986                              | "Don't Give Up" (s Kate Bushovou)                                  | 9      | 72     | —       | —      | —      | —      | —      | —      | 4      | —      | 5      | —      | 16     | —      | —      | So                        |
| 1986                              | "Big Time"                                                         | 13     | 8      | 3       | —      | —      | —      | —      | —      | 11     | —      | 25     | —      | 19     | —      | —      | So                        |
| 1986                              | "In Your Eyes"                                                     | —      | 26     | 1       | —      | —      | —      | —      | —      | —      | —      | —      | —      | 50     | —      | —      | So                        |
| 1987                              | "Red Rain"                                                         | 46     | —      | 3       | —      | —      | —      | —      | —      | 27     | —      | —      | —      | —      | —      | —      | So                        |
| 1987                              | "Biko" (koncertní nahrávka)                                        | 49     | —      | —       | —      | —      | —      | —      | —      | —      | —      | —      | —      | 41     | —      | —      | non-album single          |
| 1989                              | "In Your Eyes" (reissue)                                           | —      | —      | —       | —      | —      | —      | —      | —      | —      | —      | —      | —      | —      | —      | —      | Say Anything OST          |
| 1989                              | "Shakin' the Tree" (Youssou N'Dour & Peter Gabriel)                | 61     | —      | —       | —      | —      | —      | —      | —      | —      | —      | —      | —      | —      | —      | —      | Shaking the Tree          |
| 1990                              | "Solsbury Hill" / "Shaking the Tree"                               | 57     | —      | —       | —      | —      | —      | —      | —      | —      | —      | —      | —      | —      | —      | —      | Shaking the Tree          |
| 1992                              | "Digging in the Dirt"                                              | 24     | 52     | 1       | 1      | 23     | 29     | —      | 34     | —      | —      | 39     | —      | 25     | 9      | 12     | Us                        |
| 1993                              | "Steam"                                                            | 10     | 32     | 2       | 1      | 29     | —      | —      | —      | 7      | —      | 27     | —      | 7      | 28     | —      | Us                        |
| 1993                              | "Blood of Eden"                                                    | 43     | —      | —       | —      | —      | —      | —      | —      | —      | —      | —      | —      | —      | —      | —      | Us                        |
| 1993                              | "Kiss That Frog"                                                   | 46     | —      | 18      | 18     | —      | —      | —      | —      | —      | —      | —      | —      | —      | —      | —      | Us                        |
| 1993                              | "Secret World" EP                                                  | 39     | —      | 33      | —      | —      | —      | —      | —      | —      | —      | —      | —      | —      | —      | —      | Secret World Live         |
| 1994                              | "Lovetown"                                                         | 49     | —      | —       | 22     | —      | —      | —      | —      | —      | —      | —      | —      | 17     | —      | —      | Philadelphia OST          |
| 1996                              | "While the Earth Sleeps" (Deep Forest with Peter Gabriel)          | —      | —      | —       | —      | —      | —      | —      | —      | —      | —      | —      | —      | —      | —      | —      | Strange Days OST          |
| 2001                              | "When You're Falling" (Afro Celt Sound System feat. Peter Gabriel) | 139    | —      | —       | —      | —      | —      | —      | —      | —      | —      | —      | —      | —      | —      | —      | Volume 3: Further in Time |
| 2002                              | "The Barry Williams Show"                                          | —      | —      | —       | —      | —      | —      | —      | 74     | —      | 10     | —      | —      | —      | —      | 81     | Up                        |
| 2002                              | "More Than This"                                                   | 47     | —      | —       | —      | —      | —      | —      | —      | —      | —      | —      | —      | —      | —      | —      | Up                        |
| 2003                              | "Growing Up"                                                       | —      | —      | —       | —      | —      | —      | —      | —      | —      | —      | —      | —      | —      | —      | —      | Up                        |
| 2004                              | "Burn You Up, Burn You Down"                                       | 78     | —      | —       | —      | —      | —      | —      | —      | —      | —      | —      | —      | —      | —      | —      | Hit                       |
| 2007                              | "Whole Thing"                                                      | —      | —      | —       | —      | —      | —      | —      | —      | —      | —      | —      | —      | —      | —      | —      | Big Blue Ball             |
| 2008                              | "Down to Earth" (with The Soweto Gospel Choir)                     | 118    | —      | —       | —      | —      | —      | 73     | —      | —      | —      | —      | —      | —      | —      | —      | WALL-E OST                |
| 2010                              | "The Book of Love" b/w "Not One of Us"                             | —      | —      | —       | —      | —      | —      | —      | —      | —      | —      | —      | —      | —      | —      | —      | Scratch My Back           |
| „—“ v daném žebříčku se neumístil |                                                                    |        |        |         |        |        |        |        |        |        |        |        |        |        |        |        |                           |

### Ostatní skladby
| Rok  | Song               | US Main | Album                             |
| ---- | ------------------ | ------- | --------------------------------- |
| 1982 | "Kiss of Life"     | 34      | Peter Gabriel (4 nebo ‘‘Security) |
| 1986 | "That Voice Again" | 14      | So                                |
| 1993 | "Secret World"     | 34      | Us                                |

## Videografie

### Video alba
- 1994 Secret World Live (concert DVD from the Secret World Tour 1992/93, RIAA: Platina)
- 2003 Growing Up Live (concert DVD from the Growing Up Tour 2002/03, RIAA: Platina)
- 2004 Play (compilation DVD with all of his music videos, including bonus videos and remastered sound. The music has been remixed on several tracks and the original mix is available as an alternate audio track.)
- 2004 A Family Portrait - A Film By Anna Gabriel (Peter Gabriel's daughter, Anna Marie Gabriel, directs a film about her father's Growing Up And Still Growing Up tours)
- 2005 Still Growing Up: Live & Unwrapped
- 2011 New Blood: Live in London

#### VHS/LaserDisc only
- 1987 CV (video compilation album)(RIAA: Zlato)
- 1990 POV (live concert in Greece, 1988)
- 1993 All About Us (video compilation album)

### Videoklipy
| Rok  | Titul                                   | Režisér                                  |
| ---- | --------------------------------------- | ---------------------------------------- |
| 1977 | "Solsbury Hill"                         | Jerry Chater, Graham Dean, Peter Gabriel |
| 1977 | "Modern Love"                           | Peter Medak                              |
| 1980 | "Games Without Frontiers"               | David Mallet                             |
| 1980 | "No Self Control"                       | —                                        |
| 1982 | "Shock the Monkey"                      | Brian Grant                              |
| 1983 | "I Don't Remember"                      | Marcello Anciano                         |
| 1984 | "This Is the Picture (Excellent Birds)" | Dean Winkler                             |
| 1986 | "Sledgehammer"                          | Stephen R. Johnson                       |
| 1986 | "Mercy Street"                          | Matt Mahurin                             |
| 1986 | "Don't Give Up" (version 1)             | Lol Creme, Kevin Godley                  |
| 1986 | "Don't Give Up" (version 2)             | Jim Blashfield                           |
| 1986 | "In Your Eyes"                          | Graham Dean, Peter Gabriel               |
| 1986 | "Red Rain"                              | Matt Mahurin                             |
| 1987 | "Big Time"                              | Stephen R. Johnson                       |
| 1987 | "Biko"                                  | Lol Creme                                |
| 1988 | "Zaar"                                  | Stefan Roloff                            |
| 1990 | "Shaking the Tree"                      | Isaac Julien                             |
| 1992 | "Steam"                                 | Stephen R. Johnson                       |
| 1992 | "Digging in the Dirt"                   | John Downer                              |
| 1992 | "Blood of Eden"                         | Nicola Bruce, Michael Coulson            |
| 1993 | "Kiss That Frog"                        | Brett Leonard                            |
| 1993 | "Come Talk to Me"                       | Matt Mahurin                             |
| 1993 | "Lovetown"                              | Michael Coulson                          |
| 2000 | "The Nest That Sailed the Sky"          | York Tillyer                             |
| 2002 | "Growing Up"                            | François Vogel                           |
| 2003 | "The Barry Williams Show"               | Sean Penn                                |
| 2003 | "The Drop"                              | Glenn Marshall                           |
| 2003 | "Washing of the Water"                  | York Tillyer                             |
| 2004 | "My Head Sounds Like That"              | Anna Gabriel                             |
| 2004 | "Father, Son"                           | Anna Gabriel                             |

## Multimedia CD-ROM/CD-i
- 1995 Xplora1 Peter Gabriel's Secret World
- 1997 Eve
- 2004 Myst IV: Revelation (Ubisoft)

## Non-album tracks

### Soundtrack-exclusive songs
- 1976 "Strawberry Fields Forever" (All This and World War II soundtrack)
- 1984 "Walk Through the Fire" (Všemu navzdory (film) soundtrack)
- 1984 "I Go Swimming" (Hard To Hold soundtrack)
- 1984 "Out Out" (Gremlins soundtrack)
- 1994 "Lovetown" (Philadelphia soundtrack)
- 1994 "Taboo" (s Nusrat Fateh Ali Khan, Takoví normální zabijáci soundtrack)
- 1995 "Party Man" (s The Worldbeaters, Virtuozita soundtrack)
- 1995 "While the Earth Sleeps" (s Deep Forest, Strange Days soundtrack)
- 1996 "I Have The Touch (96 Remix)" (Remix od Robbie Robertson a P. Gabriel, z filu Phenomenon)
- 1998 "I Grieve" (Město andělů soundtrack, re-edit pro Vzhůru do oblak)
- 1998 "That'll Do" (Babe 2: Prasátko ve městě soundtrack)
- 2001 "Nocturnals" (Les Morsures de l'aube, není na soundtracku)
- 2002 "Animal Nation" a "Shaking The Tree (02 Remix)" (Thornberryovi na cestách soundtrack)
- 2004 "The Book of Love" (Smím prosit? soundtrack)
- 2004 voiceover pro hru Myst IV: Revelation a píseň "Curtains."
- 2006 "Father, Son" (Mezi námi zvířaty soundtrack)
- 2007 "Different Stories, Different Lives" (s The Footnote a Angie Pollock Monstra pravěkých oceánů soundtrack)
- 2008 "Down to Earth" (VALL-I soundtrack)

### Appears on
- 1970 "Katmandu" <flute> on the album Mona Bone Jakon by Cat Stevens
- 1979 "Here Comes the Flood" on the album Exposure by Robert Fripp
- 1981 "Not One of Us (Live)", "Humdrum (Live)" and "Ain't That Peculiar (Live)" on The Bristol Recorder 2
- 1981 "Animals Have More Fun" with Jimmy Pursey
- 1984 "Gravity's Angel", "Language D'Amour" and "Excellent Birds" on the album Mister Heartbreak by Laurie Anderson
- 1985 "Take Me Home" <background vocals> on the album No Jacket Required by Phil Collins
- 1986 "Everywhere I Go" <background vocals> by The Call
- 1987 "Fallen Angel" and "Broken Arrow" on the album Robbie Robertson by Robbie Robertson
- 1987 "Do What You Do" and "I Got Your Message" on the album Do What You Do by The Epidemics
- 1987 "Winds Of Change (Mandela To Mandela)" on the album Female Trouble by Nona Hendryx
- 1988 "My Secret Place" on the album Chalk Mark In A Rain Storm by Joni Mitchell
- 1989 "Shakin' the Tree" by Youssou N'Dour on the album The Lion (a different version, with Peter Gabriel's lead vocals, appears on Gabriel's 1990 compilation Shaking the Tree)
- 1990 "Soul Searcher" <keyboards> by L. Shankar
- 1990 "Drone" on the album One World One Voice (album)
- 1990 "Land of Anaka" <background vocals> by Geoffrey Oryema on the album Exile
- 1991 "Fisherman's Song", "Lullaby", "Octopuse's Song", "Song Of The Seashell" and "Witch's Song" on the album Die Nixe - The Mermaid
- 1991 "Silence" and "Warm Doorway" <background vocals> on the album It's About Time by Manu Katché
- 1993 "Be Still" with Sinéad O'Connor and Feargal Sharkey on the album Peace Together
- 1994 "Summertime" on the album The Glory Of Gerswin
- 1994 "I Met a Man" on the album The Woman's Boat by Toni Childs
- 1994 "Quelquer Coisa A Haver Com O Paraíso on the album Angelus by Milton Nascimento
- 1994 "Biko" <background vocals> on the album Wakafrika by Manu Dibango
- 1995 "Suzanne" cover of Leonard Cohen song on Tribute compilation "Tower of Song: The Songs of Leonard Cohen"
- 1996 "I'm Still Looking For A Home" on the album Tender City by Joy Askew
- 1996 "Hush, Hush, Hush" on the album This Fire by Paula Cole
- 1996 "Mercedes" <background vocals> by Joseph Arthur
- 1997 "In The Sun" on the album Diana, Princess Of Wales - Tribute
- 1998 storyteller on the album Snowflake by Paul Gallico
- 1999 "Kufilaw" with Maryam Mursall on the album 11 out of 10
- 1999 "Carpet Crawlers '99" by Genesis
- 2000 "This Dream" <background vocals> by Youssou N'Dour on the album "Joko from Village to Town" and/or "Joko: The Link"
- 2001 "When You're Falling" (Afro Celt Sound System - Volume 3: Further in Time)
- 2001 "Games Without Frontiers [Massive/DM Mix]" (Pure Moods, Vol. 3)
- 2004 "Washing of the Water" with Jools Holland & his Rhythm & Blues Orchestra on the album "Friends 3"
- 2006 "Here Comes The Flood" (quiet version) and "Preface" on the album Exposure by Robert Fripp - reissue with extra tracks
- 2006 "Salala" on the album Djin Djin by Angelique Kidjo
- 2009 "Book of Love" was featured in the Season 8 finale of Scrubs, "My Finale"

## Interview Albums
- 1988 "Peter Gabriel" (Conversation Disc Series, ABCD 007)